# Persa Biobío

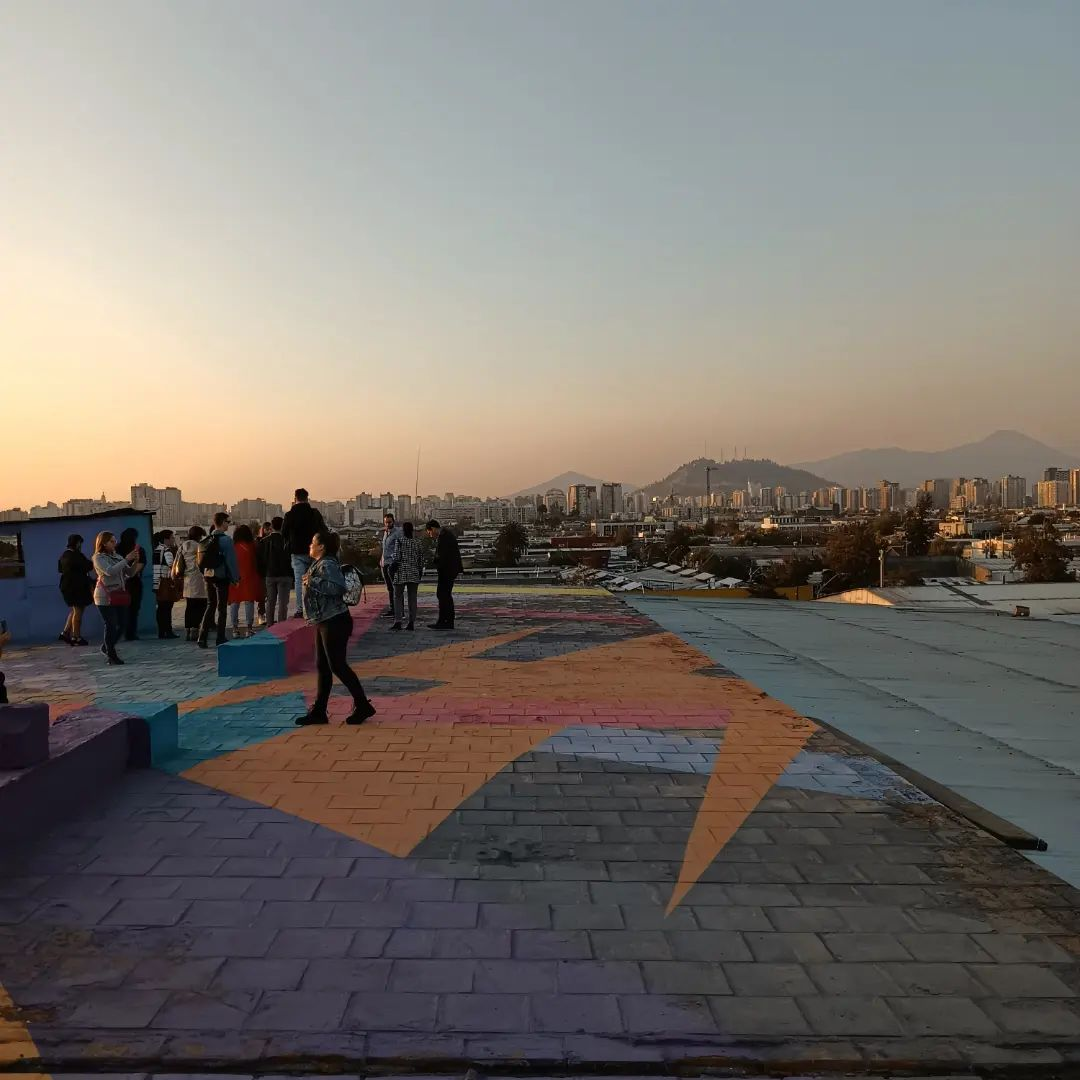
Atardecer en mirador Persa Bio Bio

El Persa Biobío es un mercado libre de productos de segunda mano de la zona sur de la comuna de Santiago, en Chile. 
Su mercado de las antigüedades es uno de los más grandes del país, y además actualmente es parte del circuito turístico para los visitantes de Santiago.[cita requerida]
El sector tiene conexión con el Metro de Santiago en las estaciones Bio Bío y Franklin de la Línea 6 y Línea 2, respectivamente. 

## Etimología
Su nombre deriva del término chileno "Feria persa" (para distinguirlas de feria libre). Aseguran vender todo tipo de productos imaginables, de hecho, su lema era “Piense en algo y lo tenemos…”. Asimismo, su núcleo histórico ocupa antiguos galpones industriales de la calle Biobío. 

## Historia

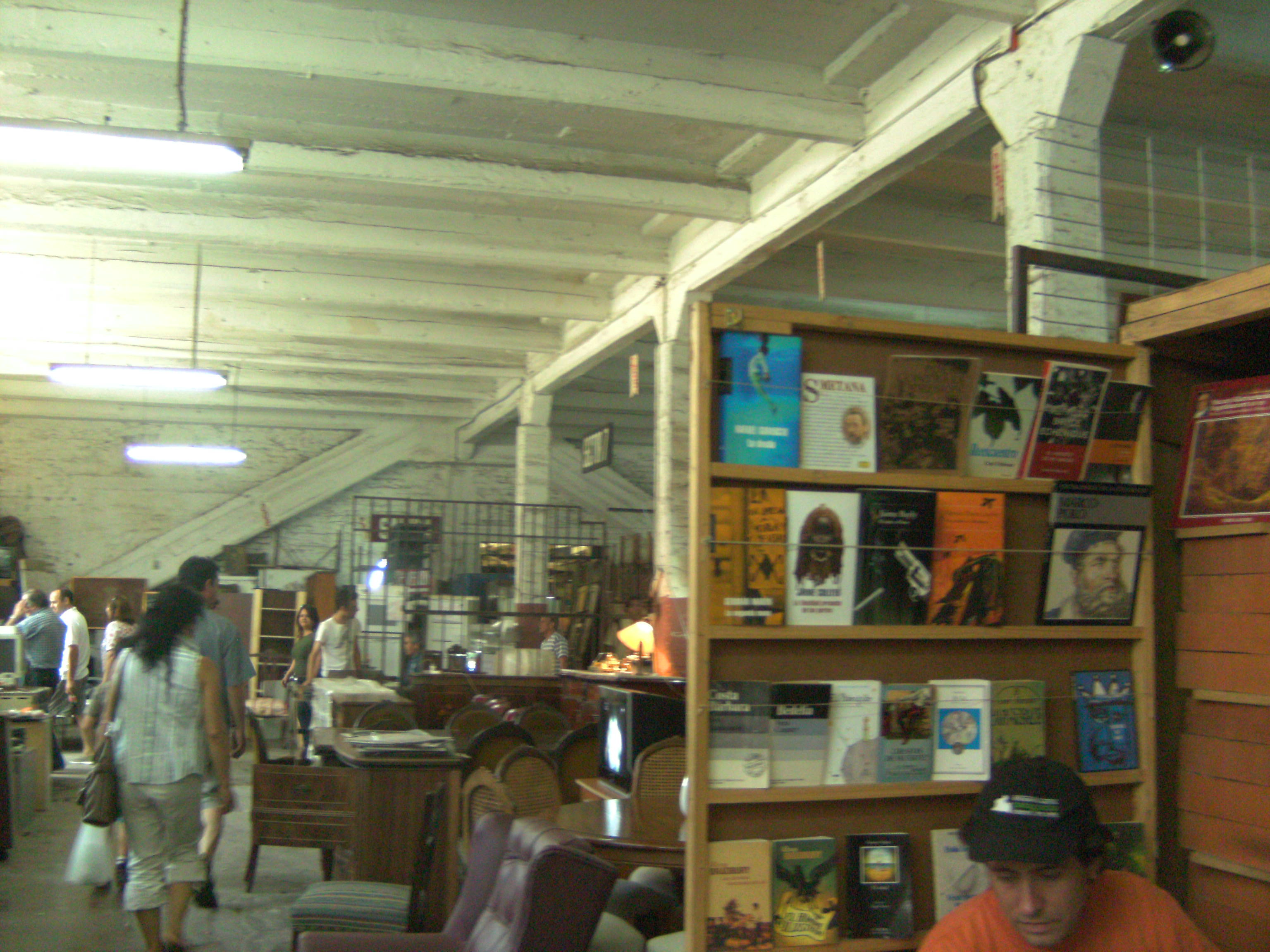
Comercio al interior de los galpones de la Feria Persa del Biobío

El persa Biobío nació a inicios de los años 40, en el Barrio Franklin, un sector de inmigrantes, periférico del Santiago de la época, el cual en la época se caracterizaba por la presencia del Matadero, y una línea de ferrocarril que limitaba la zona sur de Santiago. Durante los años 50 la ciudad comenzará a extenderse hacia el sur, con la inmigración campesina y las tomas de terrenos cercanas; por lo que el barrio pasará a tener importancia comercial aunque principalmente informal o comercio callejero de vendedores ambulantes.
Existen testimonios contradictorios que afirman que el punto de partida de la feria es el cruce de Santa Rosa con Bío Bío y otros que fue unas cuadras cercanas en calle Víctor Manuel, entre las calles Arauco y Placer.
La existencia del matadero le ayudó a disponer de público y de cueros para curtiduría (actualmente la calle Franklin aún está relacionada con zapaterías a pesar de que ya no los fabrican) y fue su desaparición en 1979 sumado a una crisis económica de 1982 lo que creó lo que consolidó la forma actual, ya que la quiebra de las industrias dejó amplios locales para ser utilizados por el comercio informal.

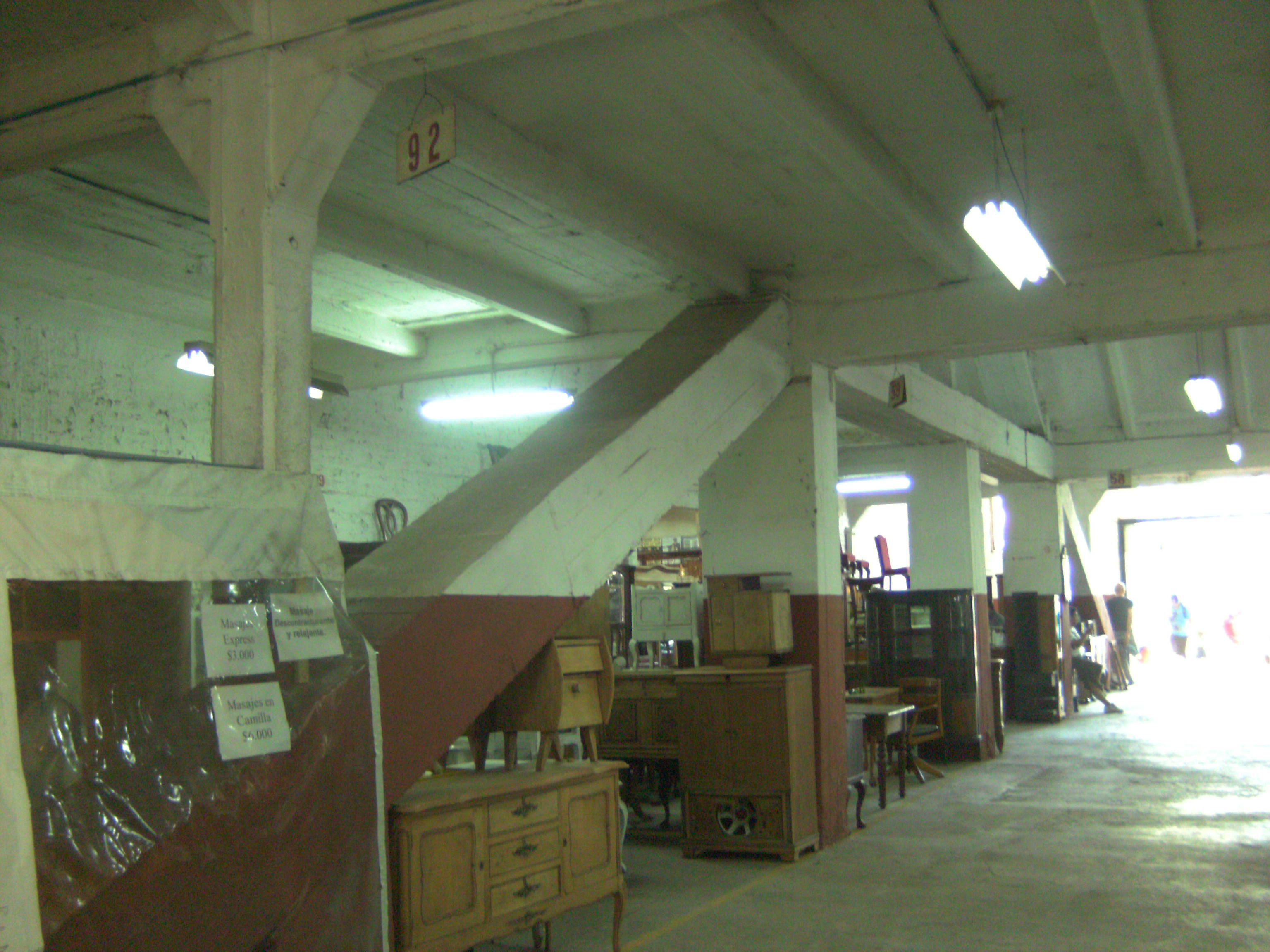
Tras la crisis de 1982 los galpones industriales se transformaron en la Feria Persa del Biobío.

## Conexión con Red Metropolitana De Movilidad
El persa posee 7 paraderos de Red Metropolitana de Movilidad y una estación de Metro en sus alrededores, los cuales corresponden a:
| Paradero                                        | Recorridos |
| ----------------------------------------------- | --- |
| Parada 1 / Municipalidad de San Joaquín (PH138) | 203 (La Pintana) - 206 (La Pintana) |
| Parada 6 / Municipalidad de San Joaquín (PH206) | H04 (Población La Victoria) |
| Parada 2 / Persa Biobío                         | 203 (Huechuraba) - 206 (Centro) - 385 (Villa Francia) |
| Parada 4 / Persa Biobío                         | 205 (Santiago) - 209 (Alameda) - 227 (La Reina) - 230 (Los Libertadores) - D07 (Metro Franklin) - D10 (Metro Franklin) - E04 (Metro Franklin)                                                                                          |
| Pintor Cicarelli / Santa Rosa (PH434)           | 385 (Villa Francia) - D07 (Metro Franklin) - D10 (Metro Franklin) - E04 (Metro Franklin) |
| Franklin esq. / San Diego (PH483)               | 385 (Villa Francia) - 511 (Cerro Navia) - D05 (Metro Franklin) - D07 (Metro Franklin) - D10 (Metro Franklin) - E04 (Metro Franklin) - H06 (Población Las Turbinas) - H07 (Metro Lo Ovalle) - H13 (Santa Olga) - I01 (Villa Los Héroes) |
| Metro                                           | Línea 6 Estación (Bío Bío) |